# Thea Hilhorst
Dorothea Johanna Maria (Thea) Hilhorst (Voorburg, 28 september 1961) is sinds 2015 hoogleraar humanitaire hulp en wederopbouw aan het International Institute of Social Studies van de Erasmus Universiteit. Van 2006 tot 2017 was ze (ook) bijzonder hoogleraar humanitaire hulp aan de Wageningen Universiteit. Ze houdt zich veel bezig met ngo's.
Hilhorst promoveerde in 2000 op de studie Records and reputations. Everyday politics of a Philippine development NGO. Daarnaast is ze auteur van meerdere wetenschappelijke publicaties, onder andere een studie naar niet-gouvernementele organisaties, The Real World of NGOs. Discourses, Diversity and Development (2003). Ze is betrokken bij meerdere ontwikkelingsprojecten rondom Rwanda en in 2005 ontving ze een VIDI-subsidie van NWO. In 2014 nam ze deel aan de jury voor de uitreiking van de Dick Scherpenzeel Prijs. Hilhorst ontving in 2022 de Spinozapremie, de belangrijkste Nederlandse wetenschappelijke prijs.

## Enkele boeken
- Dorothea Hilhorst, Records and reputations. Everyday politics of a Philippine development NGO. Wageningen, Ponsen & Looyen, 2000. Proefschrift met samenvatting in het Nederlands. 262 p.
- Dorothea Hilhorst, The Real World of NGOs. Discourses, Diversity and Development. Londen, ZED Publications, 2003. 288 p.
- Dorothea Hilhorst (redactie), Mapping Vulnerability. Disasters, Development and People. Londen, Routledge, 2004. 236 p.
- Dorothea Hilhorst, Disaster, Conflict and Society in Crises. Everyday Politics of Crisis Response. Londen, Routledge, 2013. 304 p.